# 阿由葉鎗三郎

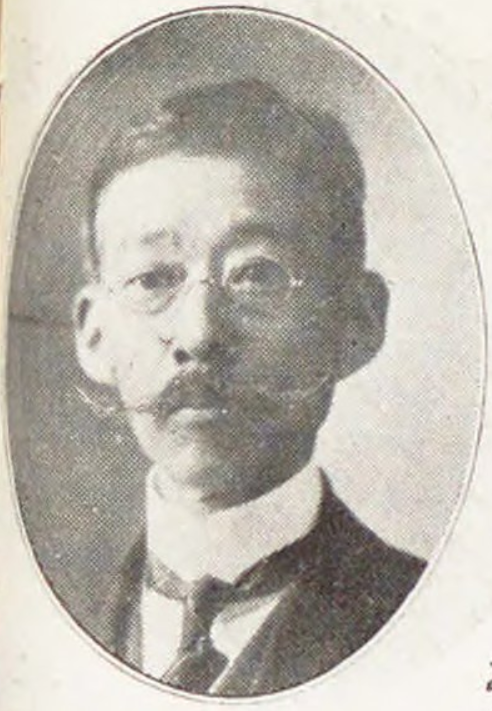
阿由葉鎗三郎

阿由葉 鎗三郎（あゆば そうざぶろう、1865年2月5日（慶応元年1月10日）- 1921年（大正10年）7月29日）は、明治から大正時代の政治家、実業家。衆議院議員（2期）。

## 経歴
下山信之の長男として下野国（現栃木県）に生まれる。1887年（明治20年）頃、足利郡利保村（北郷村を経て現足利市利保町）の父の弟で先代阿由葉吟次郎の養子となり1907年（明治40年）4月、家督を相続する。農業を営む傍ら、北郷村長、同村会議員、栃木県会議員、県農会評議員を歴任する。実業家としては足利倉庫、日本国債各社長、下野新聞、足利銀行各監査役、四十銀行、足利撚糸各取締役、館林貯蓄銀行監査役などを歴任した。
1912年（明治45年）5月の第11回衆議院議員総選挙では栃木県郡部から出馬し当選。つづく1915年（大正4年）3月の第12回衆議院議員総選挙においても当選し衆議院議員を2期務めた。中正会に所属した。

## 親族
- 養父・叔父：阿由葉吟次郎（貴族院多額納税者議員）[1]
- 遠縁・加賀谷富太郎 (秋田県多額納税者)
- 義弟：阿由葉勝作（3代、妻コウの弟、衆議院議員）[1]